# أفرو نوع إف
أفرو نوع إف (بالإنجليزية: Avro Type F) هي طائرة تجريبية، أحادية السطح بمحرك واحد مع مقصورة مغلقة تماماً للطيار كجزء لا يتجزأ من التصميم، أنتجت في بريطانيا. من صناعة أفرو، كان أول طيران لها في 1 أيار 1912. صنع منها طائرة واحدة.

## التصميم والتطوير
الطائرة طائرة أحادية السطح جسم الطائرة على شكل دمعة مع الجانبين شقة مع نوافذ مصنعة من السيليكون، وكان من المتوقع تسرب الوقود من المحرك الذي سيحجب الرؤية من نوافذ المقصورة لذلك تم طلاءها؛ كما يمكن فتح اثنين من النوافذ الدائرية على مستوى الطيار الرئيس الطيار ليظهر عند الطيران، ولكن ثبت استخدامها غير ضروري، باب الدخول والخروج كان من بوابة مغلفة بالالومنيوم كما أن المقصورة كانت ضيقة جداً، اقصى اتساع لبابها 2 قدم (60 سم).
وقد قام هذا النوع بعدد قليل من رحلات الاختبار في منتصف عام 1912م حتى تضررت في الهبوط الثابت في 13 أيلول من نفس العام، وبعد ذلك لم يتم إصلاحها. محركها 35 حصان تمّ عرضه في متحف العلوم في لندن. وتم الحفاظ على الدفة من قبل نادي ايرو الملكي.

## المواصفات
- الخصائص العامة:[2]
- الطاقم: طيار واحد.
- الطول: 23 قدم (7.01 متر).
- جناحيها: 28 قدما (8.53 متر).
- الارتفاع: 7 قدم (2.29 متر).
- مساحة الجناح: 158 قدم مربع (14.7 متر مربع).
- الوزن الخالي: 550 رطل (250 كجم).
- الوزن الإجمالي: 800 رطل (360 كجم).
- المحرك: 1 × فيل 35 حصان 5 أسطوانات شعاعي، 35 حصان (26 كيلوواط).
- الأداء:
- السرعة القصوى: 65 ميلا في الساعة (105 كم / ساعة).
- معدل الصعود: 300 قدم / دقيقة (1.5 متر / الثانية).